# Соколова, Евгения (революционерка)
Евгения Соколова (1901—1920) — работница типографии в Петрограде, участница Октябрьской революции и Гражданской войны в России. Погибла от рук белополяков, выполняя задание командования Красной армии.

## Биография
Родилась в Петербурге в семье рабочего, слесаря. В 1913 году, в возрасте 12 лет, поступила ученицей-фальцовщицей в одну из небольших частных переплётных мастерских на Разъезжей улице.
С 1914 года работала переплётчицей в цехе типографии Товарищества Адольфа Фёдоровича Маркса в Петербурге на Измайловском проспекте, д.29. Принимала участие в Февральской и Октябрьской революциях, а также в создании петроградского Социалистического союза рабочей молодёжи (ССРМ). Полученный опыт использовала при организации в 1918 году комсомола.
С 1919 года находилась в белогвардейском тылу на подпольной работе. В дни наступления на Петроград войск генерала Юденича, во время обороны города организовала из работниц типографии санотряд и участвовала в боях. Вместе с другими работниками типографии вступила в Рабоче-крестьянскую Красную армию, и в 1920 году находилась на политической работе на Юго-Западном фронте. Затем командование Красной армии послало её на Польский фронт с организационным заданием — установить связь с украинскими и польскими коммунистами и партизанами. Во время выполнения этого задания Евгения была захвачена белополяками, которые пытали юную разведчицу-коммунарку, и казнили.
В 1924 году по ходатайству рабочих и служащих бывшей типографии Маркса присвоили имя Евгении Соколовой. Впоследствии типография № 2 имени Евгении Соколовой стала Головным предприятием Ленинградского ПО «Техническая книга».

## Память
- Выходные данные десятков миллионов книг[5], отпечатанных в течение нескольких десятилетий в Ленинграде, в типографии имени юной коммунарки.
- Мраморная мемориальная доска[4], установленная в 1960-х годах в здании типографии на Измайловском пр., 29.
- В типографии трудились люди, помнившие юную коммунарку и разведчицу по совместной работе; так, в рамках мероприятий, проводимых Истпартом, 29 марта 1934 года состоялся вечер воспоминаний старых производственников типографии, на котором, в том числе, вспомнили и о Евгении Соколовой[6].
- В 1967 году в газету «Ленинградская правда» прислала свои воспоминания Серафима Петровна Матвеева, типографская работница, друг детства и юности Жени Соколовой, проживавшая с ней по соседству в Волковой деревне. В них Серафима Петровна, в частности, сообщает, что у Евгении была младшая сестра Елизавета, и о трудной жизни семьи[2].

## Галерея

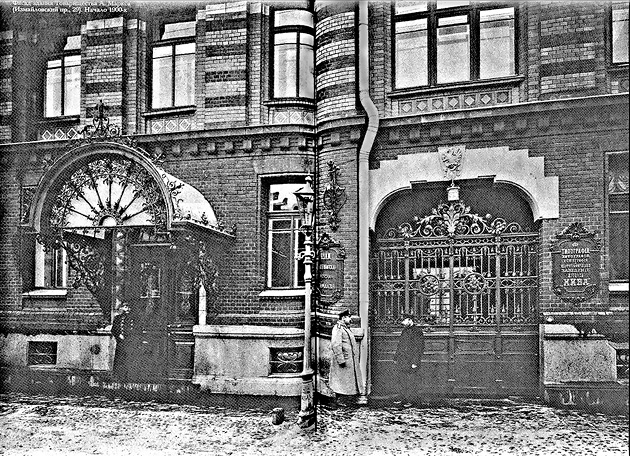
Фасад заведений Адольфа Фёдоровича Маркса
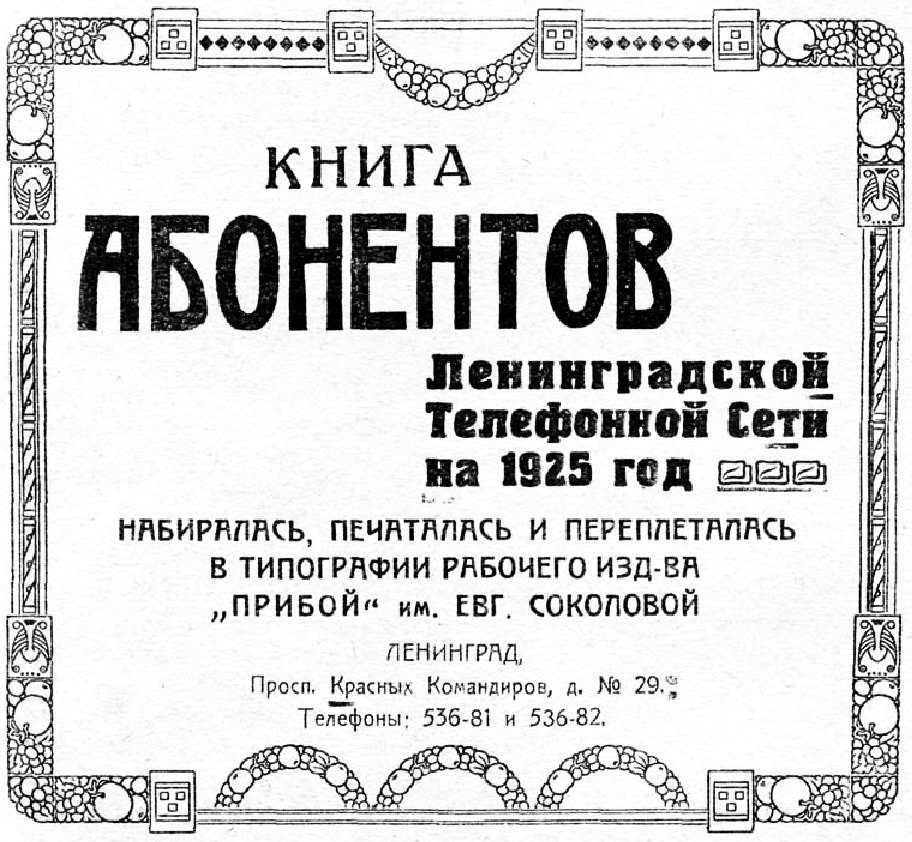
Инф. сообщение, 1925 год
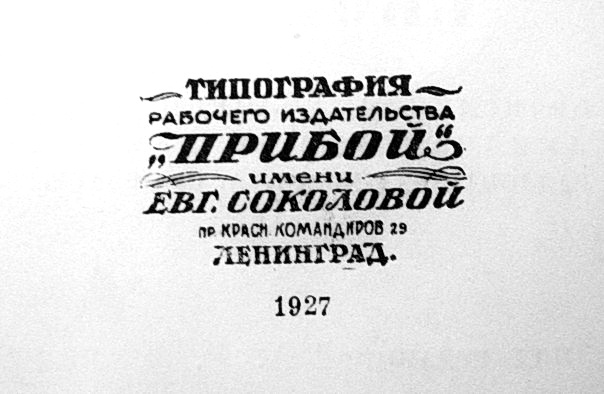
Логотип типографии, 1927 год
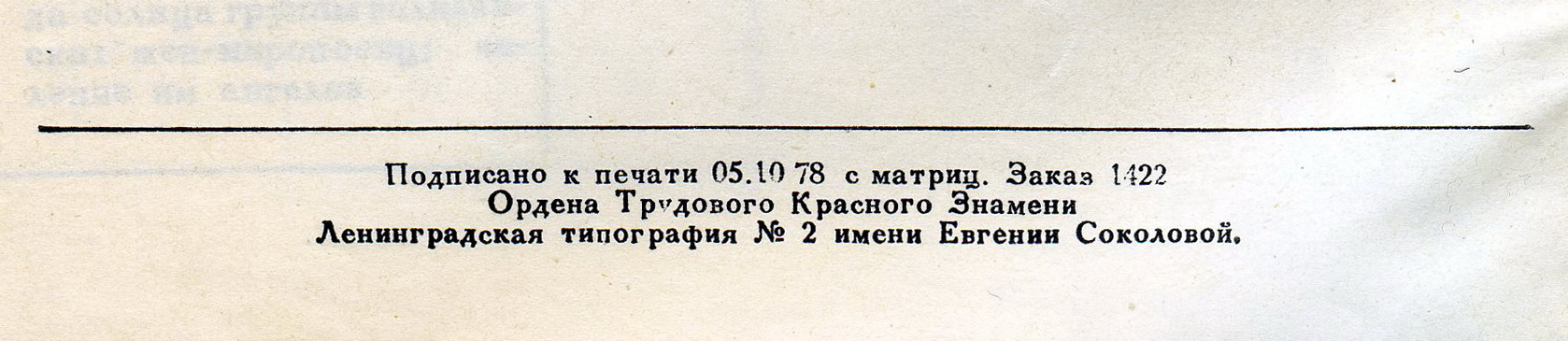
Текст в Библии издания 1979 года